# Journal of Combinatorial Theory, Series A
Journal of Combinatorial Theory, Series A is een internationaal, aan collegiale toetsing onderworpen wetenschappelijk tijdschrift op het gebied van de combinatieleer. De titel wordt in literatuurverwijzingen meestal afgekort tot J. Combin. Theor. A of JCTA.
Het tijdschrift wordt uitgegeven door Elsevier en verschijnt 16 keer per jaar. Het is in 1971, samen met Journal of Combinatorial Theory, Series B, voortgekomen uit het in 1966 opgerichte Journal of Combinatorial Theory. De eerste jaargang had nummer 10.
In september 2020 werd bekend dat een meerderheid van de redactie het tijdschrift zou verlaten om een nieuw, niet-commercieel open access tijdschrift op te richten.